# 蓋特機器人飛焰 〜THE EARTH SUICIDE〜
《蓋特機器人飛焰 〜THE EARTH SUICIDE〜》（日语：ゲッターロボ飛焔 〜THE EARTH SUICIDE〜）是由永井豪、石川賢原作，津島直人所繪製的《蓋特機器人》系列漫畫。原本從2007年9月開始在漫畫網站「MAGNA」（幻冬舍Comic）上連載，隨著MANGA網站的停刊，連載也隨之結束。追加繪製的最終話則於單行本第三集刊載。

## 概要
本作延續《蓋特機器人SAGA》的劇情，就時間序列而言在《蓋特機器人號》之後。
在同人系列漫畫《蓋特機器人Anthology〜進化的意志〜》第三集中，本作作者繪製的番外篇「終點站」（後亦收錄在單行本中），則出現了《真蓋特機器人》與《蓋特機器人ARC》中的「蓋特皇帝」。
《蓋特機器人飛焰 〜THE EARTH SUICIDE〜》與《ARC》的前後關係並不明確，但是在《ARC》中出現的對蓋特用兵器「巴格」也有出現於本作品。

## 故事大綱
在遍佈世界的大都市中，突然出現以人為食的巨大植物，對抗這些植物的機器人被稱為「原型·蓋特機器人」。然而蓋特1號機的駕駛員山之木少尉無法負荷蓋特的力量，擅自脫離戰場後立即被巨大植物襲擊而死亡。此時，少年・龍牙劍，在獨自生存於被植物支配了一個月的都市後，出現在蓋特1號機旁。他第一次坐上蓋特1號機，便漂亮地擊敗了巨大的植物。
龍牙劍在知道所有的陰謀都是瘋狂科學家——賈可夫教授所策劃之後，與其他3名仇恨著賈可夫教授的蓋特駕駛員，背負著殘酷的命運繼續戰鬥下去。

## 登場人物
龍牙劍
蓋特號機的駕駛員。在D市遭受襲擊時，父親跟朋友都遭到殺害。以自製的火焰放射器為武器，在被巨大植物佔領的都市中生存了一個月。
擅長機械的操作，使用的火焰放射器也是完全自製的，擁有相當的機械技術。以極短的時間即可看懂蓋特1號機操作資料，並快速地記住操作方法，首次作戰就幫父親及友人報仇。在接受了一星期的操作訓練後，正式成為1號機的駕駛員。
在故事後半與賈可夫教授的對話中，知道他的父親原本是賈可夫教授實驗室的員工（警衛），也是巨大植物事件剛爆發的頭幾個犧牲者。
天草彈
蓋特號機的駕駛員。雙親被賈可夫教授所殺害，因此寄身於早已女研究所中，而成為蓋特機器人的駕駛員。髮色因親眼目睹雙親被殺而完全變成白色。
雙親都是科學家，與賈可夫教授有合作關係，本人也擔任父母的助手，因此是早已女研究所中最熟悉賈可夫一夥人的人物。
鋼轟鬼
蓋特號機的駕駛員。在出生不久就被捨棄在教會門口，因此一直靠著追求力量而生存下去。與看起來個性相當穩重不同，是像野獸般的人物。挑戰被稱為「鬼」的拳法達人而被擊敗，於是想拜師卻得到「我不收你當弟子，就當煮飯打雜的」這樣的回答，而收留在道場中。
某一天拳法達人遭到賈可夫的植物獸化，將道場的弟子們全部殺害。他不得已打敗了達人，警察卻不相信他的證詞，當做是殺害全道場的犯人而被求處死刑。
在這個時候，神隼人出現並挖角他，成為蓋特小隊的一員。
神隼人
做為初代蓋特小隊的一員與恐龍帝國、百國帝國戰鬥過的男人，現在是早乙女研究所的所長。
雖然已經是非現役的駕駛員，其極度冷靜的性格與戰略家的頭腦、領導性格依然不變。緊急的時候，會自己駕駛初代蓋特機器人出擊。
敷島博士
負責早乙女研究所的武器開發。與在《蓋特機器人ARC》時一樣全身都機械化。在本作中，必要時負責從研究所裡射出蓋特機器人的武器。
似乎由他負責擔任龍牙劍的訓練教官，但是劍說「比起訓練來說，只教了怎麼美美的殺死敵人的方法」。
羅薩立歐
美軍的超級機器人「聖劍」與「聖劍II」的駕駛員。因為蓋特小隊打倒了被植物收所吸收的昔日戰友，所以一度視他們為仇敵，在知道蓋特小隊的過去之後，與他們和解。
在故事中有「小鬼要打仗的話，就去玩電動玩具就好了」這樣的發言，年齡上應比蓋特小隊年長。
賈可夫教授
本作的大魔王，操縱著藉由蓋特線而進化的植物。根據本人的說法，並不是以征服世界為目標，只是服從進化了的植物的意志而已。
故事中常被龍牙劍叫做「狒狒老頭」，就連身為兒子的馬紐斯也幾次看不起他的表現。
最終決戰時被馬紐斯背叛，跟植物獸一起被吸收成為蓋特蓋亞的心臟。
馬紐斯·賈可夫
賈可夫教授的兒子，常在第一線身為幹部進行任務。
在最終決戰背叛其父親，啟動蓋特蓋亞。雖然將蓋特機器人逼到絕處，卻被蓋亞所捨棄，被蓋特光束所消滅。
羅絲（玫瑰）
駕駛有人規格的植物機器在第9話登場，充滿謎團的女性。
開始時看似為馬紐斯的部下，其實是被他從死亡狀態下復活的母親，而後成為蓋特蓋亞的核心。

## 蓋特機器人
原型·蓋特機器人
由3台蓋特戰機所合體完成的戰鬥機器人。做為真蓋特機器人的泛用機種而開發，外觀上與真蓋特有些相似。在故事中僅單純的稱為「蓋特」或是「蓋特機器人」。
由蓋特爐與電漿爐兩種動力所混合驅動的。在第7話之前，因為蓋特爐的調整困難，一直是以電漿爐來驅動。
在最終決戰為了抵銷蓋特蓋亞所發射的蓋特光束，機器人連續發射出蓋特光束而導致機體半毀，但是卻因為蓋特線的意志而進化成為蓋特機器人飛焰。
在單行本第1集的設定資料集中，稱之為「原型·蓋特機器人」。到了單行本第1集的設定資料集中卻僅稱為「蓋特機器人」。
蓋特1
以1號機為主的型態，擁有飛行能力。以手腕中的葛特林機砲與勾爪，以及造型類似真蓋特鐮刀的雙刃戰斧進行戰鬥。另外劇中還出現過大型的葛特林機砲以及鉤爪。
必殺技是裝於雙肩內的「電漿超新星」（プラズマノヴァ），不過使用後必須經過1分鐘的充電才能再次使用。在蓋特爐啟動之後，右邊換裝成可以使用蓋特光束，劇中也數度出現同時發射蓋特光束與電漿超新星的描寫。
蓋特2

蓋特3
蓋特機器人飛焰
原型蓋特經由蓋特線的引導而進化後的姿態。身體呈現左右不對稱的型態，臉孔也變得更加兇惡。將蓋亞的蓋特光束以類似蓋特烈日彈（ストナーサンシャイン）的光線球來抵銷。戰鬥力更勝於原型蓋特，完全不在同個等級上。這個形態是否還能分離合體，在本作則未提到。
在最終決戰中，出現的「閘門」崩潰而行蹤不明。實際上和蓋特小隊一起移動到別的宇宙（未來）去了，故事的最後可以看到它在另一個世界戰鬥的樣子。
初代蓋特機器人
過去與恐龍帝國的戰鬥中所使用的初代蓋特機器人。通常是保管於研究所內，緊急時神隼人會駕駛出擊。在本作中除了隼人所乘坐的2號機以外均為自動駕駛。蓋特3在故事中未登場。
以蓋特光束抵銷由賈可夫教授駕駛的植物獸放出的光線時，被抓到空隙，因此蓋特爐被奪走而敗陣。
蓋特1
以飛鷹號（1號機）為主構成的型態。原是蓋特機器人的主要型態，但是在故事中處於無駕駛員的狀態，只有在發射蓋特光束的時候使用。造型上比較接近動畫版的設計。
蓋特2
以獵豹號（2號機）為主構成的型態。在本作中因為初代小隊中的唯一駕駛員神隼人在的關係，而作為主要型態來使用。相較於蓋特1，造型上較接近漫畫版的設計。
蓋特皇帝
在番外篇「終點站」中登場，是遠比行星還要大的謎樣蓋特機器人。根據其駕駛員的說法，蓋特皇帝所存在的時間似乎是「人類所到達的終點站之一」。在劍等人的眼中看來是有著「可以將宇宙吞食下去」的強大力量。

## 植物獸
由賈可夫教授所操縱，經由蓋特線而進化的植物。是由現代的植物進化而來，不論有機物或無機物皆可以將其吸收。
噩夢
外觀上與蓋特相似的植物獸，擁有可以稱為植物獸版蓋特機器人一般的能力。為了奪取蓋特爐而進入早乙女研究所，在地下第14區（蓋特墳場）與試作蓋特融合而誕生。

## 巴格
在「終點站」中登場。與《蓋特機器人ARC》最終話中登場的設計相同。巨大的人型兵器，一位駕駛員即可操縱。對蓋特機器人擁有明顯的敵意，在引導至戰鬥狀態之後，以壓倒的力量將原型蓋特擊倒。並且欲切斷與宇宙的一個終結之關係之時，原本靜止的蓋特爐點火再啟動，而扭轉了局勢。除了《蓋特機器人ARC》以外，在石川賢的作品《創世戰記》（セイテン大戦フリーダーバグ）裡也有相同設計的人型兵器登場，不過駕駛員三者似乎都不是同一人（本作中的駕駛員身分不明），該作中的巴格亦並非機器人的名稱，而是機器人的女性導航員的名字。